# 최영림 (정치인)
최영림(崔英林, 1930년 11월 20일 일제 강점기 조선 함경북도 경흥 출생 ~ )은 조선민주주의인민공화국의 정치인이다.

## 주요 이력
함경북도 경흥군에서 출생하였다.
1956년 당 조직지도부 책임지도원을 시작으로 당 중앙위 부부장과 중앙위 위원, 최고인민회의 5기, 7~9기 대의원을 역임했다. 1973년 주석부 책임서기가 되었다가 1983년 12월 정무원 부총리가 되면서 내각에 입각했다.
1967년 10월 당 중앙위 부부장이 되고 1970년 11월 조선로동당 중앙위원을 시작으로 80년 김일성 주석 책임비서, 93년 정무원 부총리, 1990년 노동당 정치국 후보위원(현직), 92년 금속공업부장을 역임한 김정일 위원장에 충성파로 알려졌다. 최영림은 또, 1997년 노동당 청진시당 조직대표, 2005년 최고인민회의 상임위 서기장, 2009년 7월에 평양시黨 책임비서에 선출되었다.
1998년 9월부터 2003년 9월까지는 중앙검찰소장이었고, 2005년 4월부터는 최고인민회의 상임위원회 서기장을 지냈다.

## 생애

### 초기 활동
만경대혁명학원과 김일성종합대학을 나온 뒤 1956년 당 조직지도부 책임지도원으로 정치를 시작하였다. 한때 소비에트 연방 모스크바로 유학, 모스크바 대학교]를 정치학 석사 수료하였다.
이후 그는 주로 당쪽에서 활동한다. 1960년대 당 조직지도부 과장을 거쳐 1971년 6월 조선로동당 중앙위 부부장이 되었다가 중앙위 부장이 되고 1972년 12월 최고인민회의 제5기 대의원에 선출되었다. 1973년 주석부 책임서기에 임명되었다.
1980년 10월 당 중앙위 위원, 정치국 후보위원에 선출되고, 1981년 8월 당 중앙위 정치국 위원이 되었다. 1982년 2월 최고인민회의 제7기 대의원에 선거되고 1982년 4월 김일성훈장을 받았다.

### 내각 입각
1982년 10월 주석부 집무실 책임서기가 되고 1983년 3월 당 정치국 위원에서 해임되고, 당 중앙위 부장에 선임되었다. 1983년 4월 중앙인민위원회 위원에 피선되고, 1983년 12월 정무원 부총리에 임명되었다. 1984년 2월 연형묵과 함께 정무원 제1부총리에 임명되었으나 1985년 10월 당 정치국 위원에 임명되면서 제1부총리에서 해임되었다.
1986년 11월 최고인민회의 제8기 대의원, 1990년 4월 최고인민회의 제9기 대의원이 되었다. 1990년 5월 당 정치국 후보위원으로 강등되었다. 그해 정무원 부총리 겸 국가계획위원회 위원장에 선임되고, 1992년 12월 정무원 부총리 겸 금속공업부 부장, 1998년 9월 최고인민회의 제10기 대의원에 선출되고 최고인민회의 각 상임분과위원회 선임 시 법제사법위원회 위원에 선출되었다.
1998년 9월 최고인민회의 제10기 대의원 선거에 당선되고 같은 날 열린 최고인민회의 각 상임분과위원 선출 시 법제사법위원회 위원이 되었다. 1998년 9월 중앙검찰소장에 임명되었다.

### 2000년대 이후
2003년 9월 중앙검찰소장에서 해임되었다.
2005년 4월 최고인민회의 제11기 대의원 보궐선거에 당선되고 바로 상임위 서기장에 선출되었다. 2009년 4월 최고인민회의 제12기 대의원에 선출되고 같은 날 최고인민회의 상임위원회 서기장이 되었다. 2009년 8월 평양시 당위원회 책임비서에 선임되고 2009년 9월 최고인민회의 상임위원회 서기장에서 해임되었다. 2010년 6월 7일에 최고인민회의 제12기 3차 회의에서 김영일을 승계하여 내각 총리로 선임되었다.
이후 2013년 4월 내각총리직에서 물러나고 북한 최고인민회의 상임위원회 명예부위원장이 되었다.
최영림의 딸 최선희는 2010년 10월부터 현재까지 외무성 미국국 부국장을 맡고 있다.

## 약력
- 1950년 7월 인민군대 입대
- 대학 졸업 후 경제기사 자격
- 당 중앙위 지도원
- 당 과장
- 당 부부장
- 당 제1부부장
- 당 부장
- 금수산의사당 서기실 책임서기
- 정무원 부총리
- 중앙검찰소장
- 최고인민회의 상임위 서기장
- 평양시당 책임비서
- 내각 총리
- 현 정치국 상무위원

## 참고자료
- https://archive.today/20130426210330/article.joins.com/article/article.asp?total_id=4224589&cloc=rss%7Cnews%7Csociety
- http://www.seoul.co.kr/news/newsView.php?id=20100607800057
- http://issue.chosun.com/site/data/html_dir/2010/06/07/2010060702346.html%5B깨진+링크()%5D+과거+내용+찾기%5D)%5D

|  | 최고인민회의 상임위원회 서기장 2005년 4월 ~ 2009년 4월 | 후임 최영림 |

| 전임 최영림 | 최고인민회의 상임위원회 서기장 2009년 4월 ~ 2009년 9월 | 후임 변영립 |

| 전임 강현수 | 조선로동당 평양시당 책임비서 2009년 7월 ~ 2010년 | 후임 문경덕 |

| 전임 김영일 | 조선민주주의인민공화국의 내각 국무총리 2010년 6월 4일 ~ 2011년 12월 18일 2011년 12월 19일 ~ 2013년 4월 1일 | 후임 박봉주 |

| 전임 강성산 | 조선민주주의인민공화국의 제1부총리 (연형묵과 공동) 1984년 2월 ~ 1985년 10월 | 후임 연형묵 |

|  | 조선민주주의인민공화국의 부총리 1983년 12월 ~ 1984년 2월 | 후임 (제1부총리로 승진) |

|  | 조선민주주의인민공화국의 부총리 1993년 ~ 1997년 |

|  | 조선민주주의인민공화국의 중앙검찰소장 1998년 9월 ~ 2003년 9월 | 후임 리길송 |

|  | 조선민주주의인민공화국의 금속공업성상 1992년 ~ 1997년 |